# Adriaen Coorte

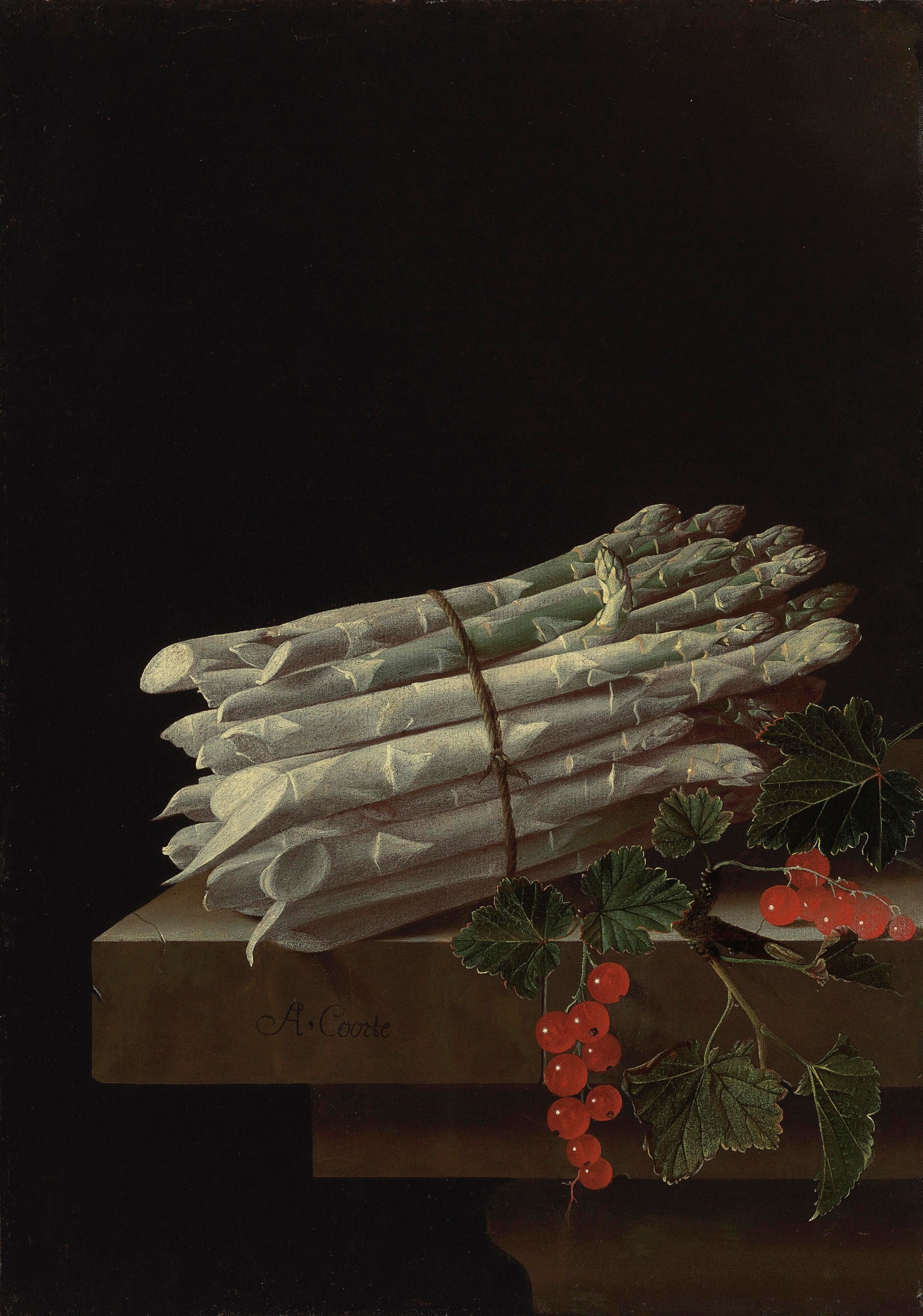
Adrian Coorte, "Sparris och röda vinbär på en piedestal."

Adriaen Coorte, aktiv mellan 1683 and 1707, var en nederländsk målare som är känd för sina stilleben.
Det är okänt när och var han föddes, eller när han dog. Utifrån att hans äldsta bevarade målning är daterad 1683 är det troligt att han föddes kring 1660-65. Den enda samtida källan som nämner honom är ett dokument från Lukasgillet i Middelburg. Där nämns att Coorte fick betala böter eftersom han sålt målningar utan att vara medlem i gillet. Utifrån den källan och eftersom många av hans bevarade målningars proveniens går att spåra till försäljningar i Middelburg på 1700- och 1800-talen så verkar det troligt att han bodde i eller i närheten av Middelburg.
Coortes bevarade målningar, ungefär hundra stycken, utgörs nästan enbart av små stilleben föreställande frukt, grönsaker eller snäckor mot en mörk bakgrund,  eller av vanitas-motiv i nischer. Coorte var mer eller mindre bortglömd tills han på 1950-talet uppmärksammades av konsthistorikern Laurens J. Bol.